# اندیس باختر گوزل بلاغ
باختر گوزل بلاغ یک اندیس غیرفلزی است که در حوالی شهر صائین قلعه استان آذربایجان غربی قرار دارد و مادهٔ معدنی موجود در آن، سیلیس است.سنگ میزبان این اندیس آهک است  